# Lokomotiva 414.0

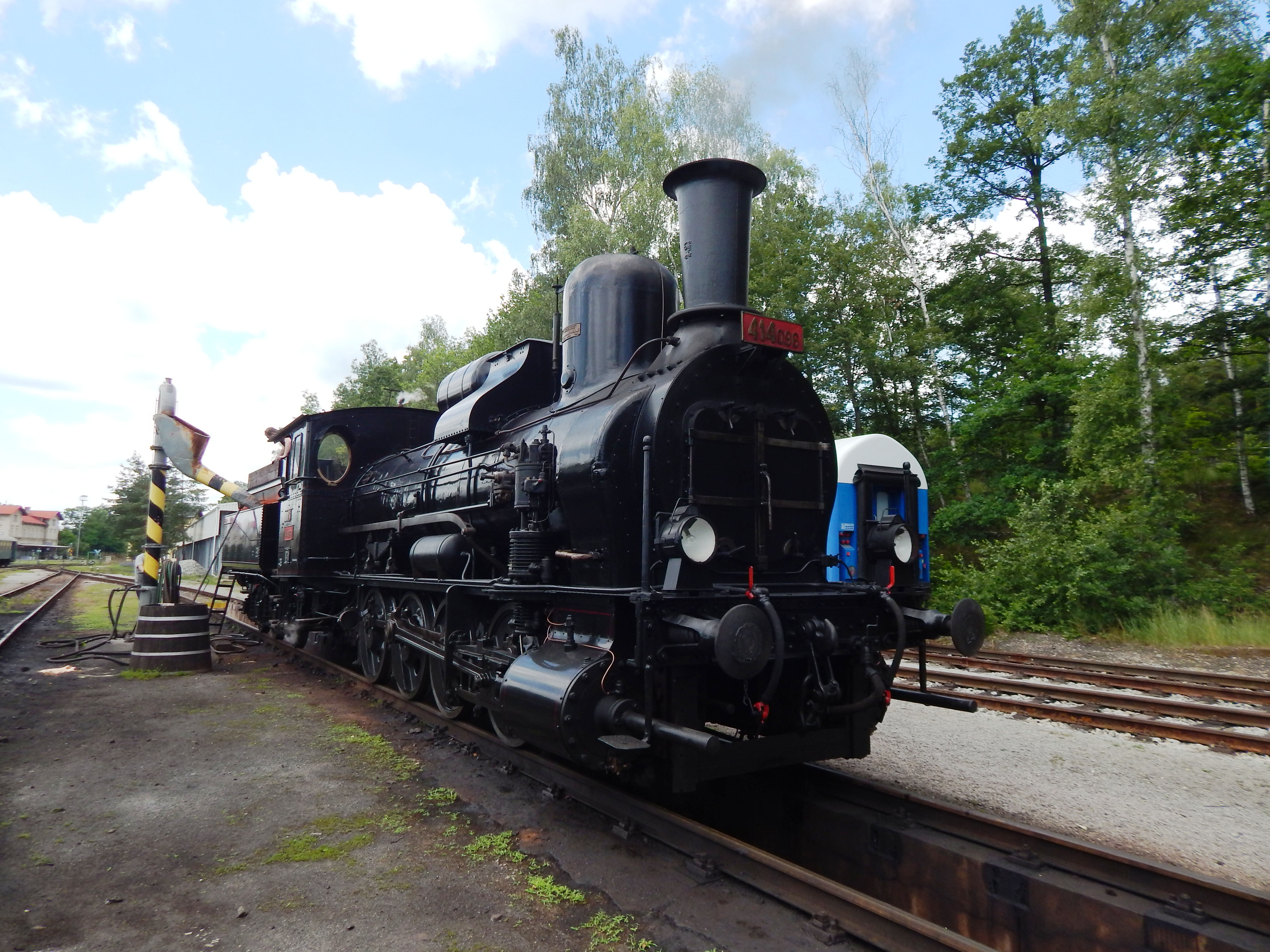
Lokomotiva 414.096 v Lužné u Rakovníka

Lokomotiva 414.0 (přezdívaná „Heligón“) je čtyřspřežní nákladní lokomotiva bývalých Císařsko-královských státních drah, u nichž měla označení K.k.St.B. řada 73. Vyráběla se mezi lety 1885–1909. Tento typ lokomotivy vycházel z řady 403.0. Cílem bylo vylepšit konstrukci natolik, aby byla vhodná pro železniční trať přes Arlberg.

## Vznik a vývoj
Pojezd i parní stroj byl ponechán stejný jako u řady 403.0, zvětšen byl pouze rozvor a Goochův rozvod byl umístěn mezi rámem. Skříňový kotel byl až za posledním dvojkolím, bylo tedy nutno prodloužit podélný kotel dopředu – tím vznikla v porovnání s řadou 403.0 větší výhřevná plocha. Kvůli vyvážení musely být válce vysunuty více dopředu.
I přes jisté počáteční nedostatky se lokomotiva stala oblíbenou a poměrně vyhledávanou řadou. Na výrobě se podílely Lokomotivfabrik Floridsdorf, lokomotivka ve Vídeňském Novém Městě, Krauss & Comp Linz, První českomoravská a lokomotivka Společnosti státní dráhy ve Vídni (StEG). Celkem bylo vyrobeno úctyhodných 453 kusů.
Mezi její hlavní provozovatele patřily Arlberská dráha, Císařsko-královské státní dráhy, Pražsko-duchcovská dráha, Duchcovsko-podmokelská dráha a Haličská transverzální dráha.
U Československých státních drah byla tato řada označena jako řada 414.0 a po roce 1918 převládala v provozu na tratích v severních Čechách. Později byla tato řada vybavena tlakovou brzdou a litinovým komínem namísto původního baňatého komínu.
V roce 1938 bylo předáno 75 lokomotiv Německým říšským drahám, v provozu pak sloužily až do roku 1969.

## Lokomotiva 414.096
Lokomotiva byla zařazena do provozu v září roku 1906, místo působení není známo; později sloužila pod lokomotivním depem na nádraží Praha-Smíchov a nakonec přešla do Českých Budějovic, kde také byla zrušena. V rozloženém stavu pak putovala do železničního muzea v Lužné u Rakovníka, kde došlo k jejímu slavnostnímu zprovoznění a nyní slouží k historickým jízdám.